# Maria Kalesnikava
Maria Kalesnikava (în belarusă Марыя Аляксандраўна Калеснікава, cu alfabet Łacinka: Maryja Alaksandraŭna Kalesnikava; în rusă Мария Александровна Колесникова; n. 24 aprilie 1982, Minsk, RSS Bielorusă, URSS) este o flautistă profesionistă și activistă politică belarusă. În 2020, a condus campania electorală a lui Viktar Babaryka⁠(d) în timpul alegerilor prezidențiale din 2020 din Belarus⁠(d). Kalesnikava a reprezentat campania unită a Svetlanei Tihanovskaia, apoi a devenit membră a prezidiului Consiliului de Coordonare format în timpul protestelor din Belarus din 2020, în opoziție cu regimul lui Aleksandr Lukașenko. Este, de asemenea, fondatoarea partidului politic Razam.
Kalesnikava a fost răpită de ofițeri de aplicare a legii neidentificați pe 7 septembrie 2020. În dimineața devreme a zilei de 8 septembrie 2020, a fost dusă cu forța la granița cu Ucraina. Kalesnikava a fost intimidată și presată să părăsească țara, dar, aflându-se pe teren neutru, a ieșit din mașină prin geamul din spate, și-a rupt pașaportul în bucăți și s-a întors pe jos. Pe teritoriul belarus a fost arestată imediat. În ziua următoare, Maxim Znak, avocatul lui Kalesnikava, a fost de asemenea reținut.
Pe 11 septembrie 2020, Amnesty International a recunoscut-o pe Kalesnikava drept prizonier de conștiință. A fost distinsă cu International Women of Courage Award în 2021.
Pe 6 septembrie 2021, Kalesnikava a fost condamnată la 11 ani într-o colonie penală⁠(d) pentru activitatea sa politică.
Nu s-a mai auzit nimic de ea din 12 februarie 2023, până când tatălui ei i s-a permis să o viziteze în închisoare pe 12 noiembrie 2024.

## Biografie

### Tinerețe și carieră muzicală
Kalesnikava s-a născut pe 24 aprilie 1982 în Minsk, într-o familie de ingineri. Are o soră, Tatiana Khomich. Potrivit Tatianei, părinții lor erau foarte pasionați de muzică. Le-au insuflat acest interes fiicelor lor și, într-un fel, au influențat alegerea profesională a Mariei. Maria a studiat într-o școală de muzică, apoi a absolvit Academia de Muzică de Stat din Belarus ca flautistă și dirijoare.
La vârsta de 17 ani, Kalesnikava a început să predea flautul la un liceu privat din Minsk. A cântat și la flaut în Orchestra Academică Națională de Concerte a Republicii Belarus, sub conducerea lui Mihail Finberg. A participat la turnee în Italia, Polonia și Lituania.
La vârsta de 25 de ani, s-a mutat în Germania și s-a înscris la Universitatea de Stat de Muzică și Arte Interpretative din Stuttgart. A obținut două diplome de master, una în Muzică Veche și alta în Neue Musik în 2012.
În anii 2010, Kalesnikava a concertat și a fost activ implicată în organizarea de proiecte culturale internaționale în Belarus și Germania., fiind, de exemplu, unul dintre creatorii festivalului de muzică 'Eclat' Alte proiecte ale sale au inclus 'Muzica și Holocaustul', programul școlar 'Orchestra de Roboți' și o serie de prelegeri sub titlul "Lecții de Muzică pentru Adulți".
În 2017, Maria a participat la una dintre primele conferințe TEDxNiamiha din Belarus. A luat parte la crearea comunității artistice 'Artemp', care a găzduit evenimente de artă contemporană. În același an, a devenit director artistic al centrului cultural 'OK16' din Minsk.

### Activitate politică
În mai 2020, Kalesnikava a devenit șefa campaniei prezidențiale a lui Viktar Babaryka, care era cel mai important competitor independent al lui Aleksandr Lukașenko la alegerile prezidențiale din Belarus din 2020. Când Babaryka a fost refuzat la înregistrare și reținut, pe 16 iulie 2020, Kalesnikava și reprezentanții campaniilor altor doi candidați independenți — Svetlana Tihanovskaia (soția lui Serghei Tihanovski) și Veronika Țepkalo (soția lui Valeri Țepkalo) — au anunțat crearea unei triple alianțe. Țihanouskaya a devenit candidatul lor comun; ea a câștigat un sprijin larg în întreaga țară. Când Lukașenko s-a declarat câștigător cu 80,1% din voturi, opoziția a refuzat să recunoască rezultatele și l-a acuzat pe Lukașenko de falsificări masive. SUA, Marea Britanie, Canada și 8 țări UE au refuzat să recunoască rezultatele alegerilor ca fiind legitime. Proteste și mitinguri de stradă au apărut în întreaga țară, cerând repetarea alegerilor și demiterea lui Lukașenko, care au fost înăbușite brutal de forțele de ordine.
Kalesnikava a subliniat întotdeauna în interviurile sale că nu a fost niciun fel de „lider al protestelor” și nu a participat niciodată la organizarea mitingurilor. În acel moment, opoziția belarusă urmărea ideea că toți cetățenii erau lideri ai protestelor și fiecare era responsabil pentru viitorul țării sale. Ea a vizitat mitingurile de protest ca persoană privată; prin intermediul mass-mediei, a cerut atât cetățenilor, cât și forțelor de ordine să mențină pacea.
Pe 18 august 2020, Kalesnikava s-a alăturat prezidiului de 7 membri al Consiliului de Coordonare. Pe 19 august, a fost selectată ca unul dintre membrii principali ai consiliului.
Până la mijlocul lunii august, Țihanouskaya și Țepkalo au fost forțate de autorități să părăsească țara. Între timp, Kalesnikava a declarat presei că în niciun caz nu va părăsi Belarus, deoarece simțea că este profund personal să nu fugă în timp ce colegii și prietenii ei erau închiși sub acuzații ilegale.
Pe 31 august 2020, Kalesnikava a anunțat lansarea unui nou partid politic, Razam, pe care intenționa să-l transforme într-un instrument democratic pentru a proteja drepturile omului în țară.

### Arestare și represiuni
Pe 7 septembrie 2020, presa bielorusă a publicat știrea că Kalesnikava a fost răpită în centrul Minskului. Prietenii și colegii ei nu au putut să o contacteze telefonic. Ulterior, martorii au declarat că o femeie a fost băgată cu forța într-o furgonetă neagră de către niște bărbați necunoscuți în civil, cu fețele acoperite. În dimineața zilei de 8 septembrie 2020, a fost publicată știrea că autoritățile au încercat să o deporteze pe Maria împotriva voinței ei, fiind dusă la punctul de trecere a frontierei Alexandrovka cu Ucraina. Ulterior, ministrul adjunct ucrainean de interne Anton Gherașcenko⁠(d) a scris pe pagina sa de Facebook: „Aceasta nu a fost o plecare voluntară. A fost o deportare forțată din țara ei natală”. Comitetul de Stat pentru Granițe al Republicii Belarus a raportat că la ora 4 dimineața a părăsit Belarusul împreună cu Ivan Kravțov și Anton Rodnenkov, au trecut controlul de frontieră și s-au îndreptat spre Ucraina. Canalele TV controlate de stat au răspândit povestea că Kalesnikava a fost reținută la punctul de trecere a frontierei în timp ce încerca să părăsească țara și să se mute la sora ei în Ucraina. De fapt, așa cum au confirmat martorii Rodnenkov și Kravțov, în zona neutră Kalesnikava a reușit să scape prin geamul din spate al mașinii în care era ținută, și-a rupt pașaportul în bucăți, apoi s-a îndreptat înapoi spre granița belarusă. Acolo a fost arestată imediat. În urma acestor știri, vicepreședinta Bundestagului Claudia Roth a promis să o patroneze pe Kalesnikava și să o ajute prin intermediul organizației Libereco.
Pe 9 septembrie 2020, colegul lui Kalesnikava din Consiliul de Coordonare, avocatul Maxim Znak⁠(d), a fost de asemenea arestat. În aceeași zi, tatăl lui Kalesnikava, Aliaksandar Kalesnikau, a fost notificat de poliție că fiica sa a fost încarcerată într-un centru de detenție din Minsk. Prin intermediul avocaților săi, Maria a făcut apel la Comitetul de Investigații de Stat, depunând o plângere conform căreia ofițeri KGB și GUBOPiK au amenințat-o cu moartea, i-au pus un sac pe cap și au promis că o vor „deporta fie întreagă, fie în bucăți”.
Pe 10 septembrie 2020, douăsprezece organizații, printre care Centrul pentru Drepturile Omului Viasna, Asociația Jurnaliștilor din Belarus, Comitetul Helsinki din Belarus și Centrul PEN din Belarus, au emis o declarație comună prin care o numeau pe Kalesnikava prizonier politic. Pe 11 septembrie 2020, Amnesty International a recunoscut-o pe Kalesnikava drept prizonier de conștiință.
Pe 20 august, Aleksandr Koniuk, procurorul general al Belarusului, a inițiat proceduri penale împotriva membrilor Consiliului de Coordonare în temeiul articolului 361 din Codul Penal al Belarusului, sub acuzația de tentativă de preluare a puterii de stat și de prejudiciere a securității naționale.
Pe 12 septembrie, Kalesnikava a fost transferată din Minsk la închisoarea nr. 8 din Jodino. Pe 16 septembrie, Comitetul de Investigații din Belarus a acuzat-o pe Kalesnikava de „acțiuni care vizează subminarea securității naționale belaruse” prin intermediul mass-mediei și al internetului.
Pe 10 octombrie 2020, avocatul lui Kalesnikava, Aliaksandar Pylchanka, a anunțat că Lukașenko a solicitat o întâlnire cu ea pentru a discuta modificări ale Constituției, solicitare pe care ea a refuzat-o în semn de solidaritate cu alți disidenți încarcerați. Pe 8 noiembrie 2020, biroul de presă al campaniei Babaryka a anunțat că anchetatorii au prelungit detenția lui Kalesnikava până pe 8 ianuarie 2021.
Pe 6 ianuarie 2021, Consiliul de Coordonare a anunțat că anchetatorii au prelungit arestul preventiv al lui Kalesnikava până pe 8 martie. Ea a fost transferată înapoi la Minsk. La sfârșitul lunii, pe 27 ianuarie, Comitetul de Investigații a refuzat să deschidă un dosar penal împotriva ofițerilor de aplicare a legii care au amenințat-o cu moartea.
Pe 12 februarie, Kalesnikava și Maxim Znak⁠(d) au fost acuzați de „conspirație pentru preluarea puterii de stat într-un mod neconstituțional” și „înființarea și conducerea unei organizații extremiste”. Avocatei sale, Liudmila Kazak, i-a fost retrasă licența de a profesa dreptul pe 19 februarie de către Ministerul Justiției din Belarus. Pe 9 martie 2021, rețelele sociale ale lui Viktar Babaryka au anunțat că arestul preventiv al lui Kalesnikava a fost prelungit până pe 8 mai. Avocatul ei, Illia Salei, se află în arest la domiciliu până pe 16 aprilie. Acuzațiile finale din mai 2021 au inclus trei articole din Codul Penal de Stat. Apărarea a respins toate acuzațiile și a cerut renunțarea la toate acuzațiile din cauza absenței faptei. Ancheta și procesul s-au desfășurat cu ușile închise, iar acuzaților li s-a interzis să studieze dosarele cauzei.
Timp de un an, în detenție, Kalesnikava a fost privată de vizitatori și nu a putut să se întâlnească cu tatăl ei. Conform Tatianei Kalesnikava, Maria scria peste 150 de scrisori pe lună în închisoare, dar nu mai mult de 20 dintre acestea ajungeau la destinatari. Corespondențele trimise către ea erau sever cenzurate, Kalesnikava primind nu mai mult de 5% din scrisorile care i-au fost scrise. De asemenea, i-a fost interzis să primească un flaut. Un an fără practică ar putea distruge definitiv măiestria ei ca muzician.

### Sentință
Începând cu 4 august 2021, după aproape 11 luni în detenție, Maria Kalesnikava și Maxim Znak⁠(d) au fost judecați cu ușile închise la Tribunalul Regional din Minsk. Procurorul a cerut câte 12 ani de închisoare pentru amândoi. Maria a pledat nevinovată și a calificat toate acuzațiile împotriva sa și a lui Znak drept "absurde". Pe parcursul investigației și procesului, detaliile acuzațiilor nu au fost dezvăluite public. Avocații celor doi au fost supuși unui acord de confidențialitate. Deși autoritățile au promis să facă procesul public, în realitate sala de judecată a fost umplută cu străini; ambasadorii străini care au dorit să-i sprijine pe Kalesnikava și Znak nu au fost lăsați să intre.
Pe 6 septembrie 2021, Maria Kalesnikava a fost condamnată la 11 ani de închisoare. Ea își ispășește pedeapsa în colonia penală nr. 4 (în rusă: ИК №4) din Gomel. Atât ea, cât și Maxim Znak au refuzat să ceară grațieri, considerând că sunt nevinovați. Aceștia plănuiau să facă apel la o instanță superioară.
Într-un interviu scris, Kalesnikava a declarat pentru media că, în închisoare, i s-a propus de multe ori să facă o înregistrare video de tip "Pratasevič", în care să-și mărturisească faptele și să recunoască vina pentru acțiunile sale. În primul interviu după condamnare, acordat prin telefon jurnalistei BBC, Sara Rainsford, Kolesnikova s-a plâns că în închisoare "toată lumea fumează peste tot", iar fumul pasiv prelungit îi va distruge pentru totdeauna șansele de a reveni ca flautistă profesionistă. Cu toate acestea, ea spune că nu regretă nimic și crede că protestele din 2020 au fost începutul unei noi ere în țară. Potrivit lui Kalesnikava, triumful democrației în Belarus este doar o chestiune de timp.
Pe 29 noiembrie 2022, Maria Kalesnikava a fost internată în stare critică. Conform serviciului de presă al lui Babaryka, ea a fost plasată într-o celulă de izolare punitivă cel târziu pe 22 noiembrie. La spitalul din Homel, i s-a diagnosticat ulcer perforat și a fost supusă unei operații de urgență. După cum a menționat sora Mariei, ea nu avusese niciodată probleme cu tractul gastrointestinal înainte de închisoare. În celula de izolare i s-a refuzat vizitele avocatului său, a avut episoade de leșin și hipertensiune. Doar la spital i-a fost permisă o vizită de 10 minute din partea tatălui său, cu prezența a trei ofițeri de poliție. Pe 9 decembrie 2022, unul dintre avocații Mariei, Uladzimir Pylchanka, a fost exclus din profesie.
Ultima dată, Maria Kalesnikava a fost auzită pe 12 februarie 2023. În august 2023, după șase luni fără nicio veste despre ea, 13 personalități culturale au scris o scrisoare deschisă către Lukașenko, cerând informații, însă nu au primit răspuns. Pe 17 decembrie 2023, Forumul Lev Kopelev a organizat o discuție la Köln în sprijinul Mariei Kolesnikova. Evenimentul a fost marcat de participarea fostului Ministru de Interne german, Gerhart Baum, sora Mariei, Tatsiana Khomich, și fostul său avocat, Lyudmila Kazak.

### Condițiile de detenție
Ținută în izolare solitară⁠(d), se pare că Maria Kalesnikava este supusă unor condiții inumane: lipsa hranei adecvate, absența îngrijirii medicale și distrugerea scrisorilor primite de la cei dragi chiar în fața ei. Greutatea ei ar fi scăzut la 45 kg.

### Reacții la arestarea Mariei Kalesnikava
Activiștii pentru drepturile omului și comunitatea internațională condamnă condamnarea lui Kalesnikava, considerând în unanimitate cazul ca fiind fabricat. Sentința este represivă și percepută drept o răzbunare politică a lui Lukașenko.
- Comisia Europeană a condamnat arestarea din 7 septembrie, descriind-o ca fiind inacceptabilă[118].
- Germania a cerut clarificări privind locul în care se află Kalesnikava și a solicitat eliberarea tuturor deținuților politici din Belarus[119].
- Lituania a calificat răpirea lui Kalesnikava drept o rușine, comparând-o cu acțiunile poliției secrete din era Stalin, și a cerut eliberarea ei imediată[120].
- Polonia a denunțat răpirea lui Kalesnikava ca fiind disprețuitoare și a cerut eliberarea imediată a tuturor deținuților politici din Belarus[121][122].
- Regatul Unit și-a exprimat îngrijorarea serioasă cu privire la bunăstarea lui Kalesnikava și a declarat că eliberarea ei trebuie să fie o prioritate maximă[123].
- Statele Unite și-au exprimat preocuparea cu privire la încercarea autorităților din Belarus de a o expulza pe Kalesnikava[124].
- Amnesty International a recunoscut-o pe Kalesnikava ca prizonieră de conștiință și a cerut eliberarea ei imediată[125].
- Președintele Adunării din Kosovo, Vjosa Osmani, împreună cu alți 9 membri ai parlamentului, au semnat o scrisoare solicitând eliberarea imediată a lui Kalesnikava[126][127].

## Premii
- 2020: Premiul Saharov (Parlamentul European, Premiul pentru libertatea de gândire)[128][129]
- 2021: Premiul Solidarității Globale Belarusiene de la Centrul pentru Solidaritate Belarusiană, categoria „Faptă”[128]
- 8 martie 2021 (Ziua Internațională a Femeii): Maria Kalesnikava a primit Premiul „Femeile Curajoase ale Lumii” din partea Secretarului de Stat al SUA, Antony Blinken. Ceremonia a fost virtuală din cauza pandemiei de COVID-19 și a inclus un discurs al Primei Doamne, Jill Biden[130].
- 2021: Premiul Lew-Kopelew (Germania, premiu pentru pace și drepturile omului)[131]
- 2021: Premiul Stuttgarter Friedenspreis (Germania, pentru lupta curajoasă împotriva regimului autocratic al lui Alexandr Lukașenko)[132]
- 2021: Premiul Fritz-Csoklich (Austria)[133]
- 2021: Premiul pentru drepturile omului Gerhart și Renate Baum-Stiftung (Germania)[134]
- 2021: Premiul pentru Drepturile Omului Václav Havel, Adunarea Parlamentară a Consiliului Europei[135]
- 2022: Premiul Theodor Haecker, Orașul Esslingen[136]
- 2022: Premiul Stig Dagerman[137]
- 2022: Premiul Carol cel Mare[138]